# Вежбиця (Піньчовський повіт)
Вежбиця (пол. Wierzbica) — село в Польщі, у гміні Кіє Піньчовського повіту Свентокшиського воєводства.
Населення — 228 осіб (2011).
У 1975—1998 роках село належало до Келецького воєводства.

## Демографія
Демографічна структура на день 31 березня 2011 року:
|          | Загалом | Допрацездатний вік | Працездатний вік | Постпрацездатний вік |
| -------- | ------- | ------------------ | ---------------- | -------------------- |
| Чоловіки | 116     | 24                 | 83               | 9                    |
| Жінки    | 112     | 21                 | 59               | 32                   |
| Разом    | 228     | 45                 | 142              | 41                   |